# Elies Torres i Tur
Elies Torres i Tur (Eivissa, 1944) és un arquitecte eivissenc. És doctor per l'Escola Tècnica Superior d'Arquitectura de Barcelona i actualment és professor de la Universitat Politècnica de Catalunya des del 1979. També ha estat professor visitant a la Universitat Harvard i a la UCLA, i resident a l'Acadèmia Espanyola de Roma (1990). Des del 1968, comparteix estudi professional amb José Antonio Martínez Lapeña, i fou arquitecte de la diòcesi d'Eivissa el 1973-1977.
Entre els seus projectes més reeixits destaquen les cases de la Vila Olímpica de Barcelona, la restauració del Parc Güell de Barcelona, la casa Rauchwerk a Nova Orleans (1986), l'annex del Museu Kumamoto al Japó (1992), la plaça del Fòrum a Barcelona (2004) o l'espai de Ses Voltes a Palma. Ha rebut el Premi FAD el 1986, 1988 i 1992. El 2004 va rebre el premi Dècada, el 2008 el Premi Ramon Llull i el 2016 el Premi Nacional d'Arquitectura d'Espanya.

## Obres
- Guia de Arquitectura de Ibiza y Formentera (Islas Pitiusas)
- Hubiera preferido invitarles a cenar. (2006)
- Luz cenital (2005)[4]